# روبرت غريفز
روبرت غريفز (بالإنجليزية: Robert Graves)‏ هو لاعب اتحاد الرغبي أسترالي، ولد في 1 سبتمبر 1883 في سيدني في أستراليا، وتوفي في 15 فبراير 1958 في Hurstville, New South Wales ‏ في أستراليا.